# Arrondissement du Mont-Tonnerre
Pour les articles homonymes, voir Mont Tonnerre (homonymie).
L'arrondissement du Mont-Tonnerre (en allemand Donnersbergkreis) est un arrondissement (Landkreis) de Rhénanie-Palatinat  (Allemagne).
Son chef-lieu est Kirchheimbolanden. Ses arrondissements voisins sont Bad Kreuznach, Alzey-Worms, Bad Dürkheim, Kaiserslautern, Kusel.
Il occupe le centre de l'éphémère département français du même nom (1797-1814), dont la préfecture était Mayence.

## Étymologie
L'arrondissement tire son nom de la colline la plus haute du Palatinat, le mont Tonnerre (Donnersberg), qui culmine à 678 m. Pour le nom de celui-ci, voir Mont Tonnerre#Toponymie.

## Géographie
Le mont Tonnerre fait partie de la région montagnarde du Palatinat du nord (Nordpfälzer Bergland). 
L'arrondissement est arrosé par l'Alsenz, qui se jette à Bad Münster am Stein-Ebernburg dans la Nahe.
Au sud l'arrondissement possède une partie de la forêt palatine (Pfälzerwald), à l'est de la région viticole du Palatinat.

## Histoire
En haut du mont Tonnerre se trouvait le plus grand oppidum du nord des Alpes ; lequel appartenait au peuple des Trévires.
L'arrondissement dans sa forme actuelle a été créé en 1969 par la fusion des deux anciens arrondissements de Kirchheimbolanden et de Rockenhausen.
De 1798 à 1814, le territoire fit partie du département français du Mont-Tonnerre.

## Politique

### Préfets (Landräte)
- 1969-1971 : Adolf Wilhelm Rothley (SPD)
- 1971-1981 : Karl Ritter (SPD)
- 1981-1991 : Klaus Rüter (SPD)
- 1991-ce jour : Winfried Werner (SPD)

### Assemblée d'arrondissement (Kreistag) de 1999 à 2009
| Parti ou comité électoral | Parti ou comité électoral              | % 2009 | Sièges 2009 | % 2004 | Sièges 2004 | % 1999 | Sièges 1999 |
| SPD                       | Parti social-démocrate d'Allemagne     | 34,5   | 13          | 34,6   | 13          | 42,6   | 16          |
| CDU                       | Union chrétienne-démocrate d'Allemagne | 28,6   | 11          | 31,6   | 12          | 30,9   | 12          |
| FDP                       | Parti libéral-démocrate                | 8,8    | 3           | 7,1    | 3           | 5,9    | 2           |
| LES VERTS                 | Alliance 90 / Les Verts                | 7,4    | 3           | 6,9    | 3           | 5,0    | 2           |
| LA GAUCHE (DIE LINKE)     | La Gauche (Die Linke)                  | 4,6    | 2           | –      | –           | –      | –           |
| Autres                    | Groupes d'électeurs sans partis        | 16,1   | 6           | 19,7   | 7           | 15,6   | 6           |
| total                     | total                                  | 100,0  | 38          | 100,0  | 38          | 100,0  | 38          |
| Participation en %        | Participation en %                     | 59,1   | 59,1        | 62,8   | 62,8        | 69,3   | 69,3        |

## Villes et communes
(Habitants le 30 juin 2005)
Les Communes fusionnées avec leurs communes membres
Préfecture de la Commune fusionnée *
| - 1. Commune fusionnée Alsenz-Obermoschel 1. Alsenz * (1 764) 2. Finkenbach-Gersweiler (332) 3. Gaugrehweiler (552) 4. Kalkofen (199) 5. Mannweiler-Cölln (437) 6. Münsterappel (561) 7. Niederhausen an der Appel (252) 8. Niedermoschel (558) 9. Oberhausen an der Appel (153) 10. Obermoschel, Stadt (1 205) 11. Oberndorf (265) 12. Schiersfeld (270) 13. Sitters (130) 14. Unkenbach (246) 15. Waldgrehweiler (233) 16. Winterborn (196) - 2. Eisenberg (commune fusionnée) 1. Eisenberg (Pfalz), ville * (9 777) 2. Kerzenheim (2 273) 3. Ramsen (1 835) - 3. Commune fusionnée Göllheim 1. Albisheim (Pfrimm) (1 755) 2. Biedesheim (655) 3. Bubenheim (457) 4. Dreisen (1 037) 5. Einselthum (857) 6. Göllheim * (3 746) 7. Immesheim (160) 8. Lautersheim (637) 9. Ottersheim (391) 10. Rüssingen (499) 11. Standenbühl (230) 12. Weitersweiler (482) 13. Zellertal (1 226) | - 4. Commune fusionnée Kirchheimbolanden 1. Bennhausen (136) 2. Bischheim (735) 3. Bolanden (2 437) 4. Dannenfels (958) 5. Gauersheim (627) 6. Ilbesheim (517) 7. Jakobsweiler (230) 8. Kirchheimbolanden, Ville * (8 010) 9. Kriegsfeld (1 097) 10. Marnheim (1 667) 11. Mörsfeld (548) 12. Morschheim (774) 13. Oberwiesen (493) 14. Orbis (684) 15. Rittersheim (203) 16. Stetten (670) - 5. Commune fusionnée Rockenhausen 1. Bayerfeld-Steckweiler (472) 2. Bisterschied (285) 3. Dielkirchen (555) 4. Dörrmoschel (144) 5. Gehrweiler (342) 6. Gerbach (584) 7. Gundersweiler (570) 8. Imsweiler (595) 9. Katzenbach (546) 10. Ransweiler (314) 11. Rathskirchen (231) 12. Reichsthal (103) 13. Rockenhausen, Ville * (5 749) 14. Ruppertsecken (395) 15. Sankt Alban (340) 16. Schönborn (133) 17. Seelen (167) 18. Stahlberg (188) 19. Teschenmoschel (113) 20. Würzweiler (209) | - 6. Commune fusionnée Winnweiler 1. Börrstadt (963) 2. Breunigweiler (437) 3. Falkenstein (225) 4. Gonbach (495) 5. Höringen (742) 6. Imsbach (982) 7. Lohnsfeld (973) 8. Münchweiler an der Alsenz (1 262) 9. Schweisweiler (356) 10. Sippersfeld (1 181) 11. Steinbach au Mont-Tonnerre (809) 12. Wartenberg-Rohrbach (577) 13. Winnweiler * (4 785) |